# Young Guns II
Young Guns II is een western van Geoff Murphy uit 1990 en is het vervolg op de film Young Guns uit 1988.
Emilio Estevez, Kiefer Sutherland en Lou Diamond Phillips waren de enige acteurs uit de eerste film die ook in de tweede film meespeelden. Dat kwam vooral omdat de personages van bijvoorbeeld Charlie Sheen en Terence Stamp in de eerste film waren overleden.

## Verhaal
De film volgt het verhaal van een oudere man genaamd Brushy Bill Roberts, die een jonge advocaat vertelt dat hij Billy the Kid was en hoe hij aan de dood was ontsnapt nadat zijn trouwe vriend Patt Garrett werd ingehuurd om jacht te maken op Billy en zijn bende.

## Prijzen
Jon Bon Jovi schreef speciaal voor de film het nummer Blaze of Glory, dat werd genomineerd voor onder meer een Oscar en een Grammy. Uiteindelijk won het een Golden Globe en een ASCAP Award. Acteur Balthazar Getty won voor zijn rol in de film een Young Artist Award.

## Rolverdeling
| Acteur               | Personage                         |
| -------------------- | --------------------------------- |
| Emilio Estevez       | William H. 'Billy the Kid' Bonney |
| Kiefer Sutherland    | Josiah Gordon 'Doc' Scurlock      |
| Lou Diamond Phillips | 'Jose' Chavez y Chavez            |
| Christian Slater     | Arkansas Dave Rudabaugh           |
| William Petersen     | Patrick Floyd 'Pat' Garrett       |
| Alan Ruck            | Hendry William French             |
| James Coburn         | John Simpson Chisum               |
| Balthazar Getty      | Tom O'Folliard                    |
| Robert Knepper       | Deputy Carlyle                    |
| Viggo Mortensen      | John W. Poe                       |
| Leon Rippy           | Robert 'Bob' Ollinger             |
| Scott Wilson         | De Gouverneur                     |
| Tracey Walter        | Beever Smith                      |